# 埃斯特雷马
埃斯特雷马是巴西米纳斯吉拉斯州的一个市镇。总面积243.099平方公里，总人口27150人，人口密度111.7人/平方公里。